# 풍운뇌우제
바람, 구름, 우레, 비의 자연현상을 신격화하여 중춘(仲春: 음력 2월)과 중추(仲秋: 음력 8월)에 지내는 제사. 풍운뇌우(風雲雷雨)의 풍사(風師)는 비렴(飛廉), 운사(雲師)는 풍융[豊隆: 또는 운중군(雲中君)], 뇌사(雷師)는 헌원(軒轅), 우사(雨師)는 평예(萍翳)를 각각 지칭한다. 풍운뇌우는 농사에 영향이 큰 기후를 관장하는 신들로 고대 이래 신앙의 대상이 되었는데, 유교의례가 수용되면서 국가의 사전(祀典)에 수용되었다. 고려시대에는 소사(小祀)에 포함되었고, 조선시대에는 중사(中祀)로 승격되었다.